# Anna Martling
Anna Isabella Martling, född Lehander 10 januari 1969, är en svensk överläkare i kolorektalkirurgi vid Karolinska universitetssjukhuset och professor i kirurgi vid Karolinska Institutet. Hon är även dekan för KI:s Campus nord.

## Biografi
Martling disputerade vid Karolinska Institutet 2003 på en avhandling om klassificering och behandling av rektalcancer. Året efter blev hon specialist i kolorektalkirurgi och är sedan 2008 forskargruppsledare. År 2009 utnämndes hon till docent och 2014 till professor i kirurgi vid Karolinska Institutet. Hennes forskning har bland annat lett till en ny metod för behandling av ändtarmscancer, med preoperativ strålning och fördröjt kirurgiskt ingrepp. Hon är även projektledare för ALASSCA, en nationell randomiserad kontrollerad studie som studerar användning av acetylsalicylsyra för att förebygga återfall i kolorektalcancer, vars studieresultat väntas 2022.
Hon är dotter till Bengt Lehander och syster till Isabella Hökmark.

## Utmärkelser
- 2013 - Mottagare av Svensk kirurgisk förenings stora forskarpris.[8]
- 2018 - Mottagare av Hilda och Alfred Erikssons pris på 100 000 kr för "banbrytande kirurgisk forskning om kolorektal cancer”.[9]
- 2021 - Utnämnd till Årets cancerforskare för "framstående forskning om tjock- och ändtarmscancer, sjukdomar som drabbar ca 7 000 personer varje år i Sverige."[10]